# Matru
Matru é uma cidade da Serra Leoa.